# 横琴镇
横琴镇是中国广东省珠海市香洲区下辖的一个镇，位于珠海市南部。現時则由横琴粵澳深度合作区管理委员会管辖，是該合作区下辖唯一的镇。横琴镇面积最大的岛屿为横琴岛，同时也是珠海市面积最大的岛屿。横琴岛由横琴大桥与珠海市区连接，由莲花大桥与澳门连接。
2025年1月2日，橫琴粵澳深度合作區工作辦公室發出通知，名義上「横琴粤澳深度合作区」正式取代「珠海市香洲區橫琴鎮」。

## 行政区划
横琴镇下辖以下社区：
富祥湾社区、荷塘社区和小横琴社区。